# 安氏細鰩
安氏細鰩（學名：Rajella annandalei），為軟骨魚綱鰩目鰩科鰩屬的一種，分布於中西太平洋印尼東部外海海域，深度397至830公尺，體長可達33公分，棲息在大陸坡，為底棲性魚類，肉食性，卵生，生活習性不明。